# Berwick-upon-Tweed (plaats)
Berwick-upon-Tweed is een civil parish in het Engelse graafschap Northumberland. Berwick ligt, zoals de naam al aangeeft, aan de monding van de rivier de Tweed en is de noordelijkste stad van Engeland, 4 km ten zuiden van de grens met Schotland. De plaats telt 12.043 inwoners.
Deze stad heeft vele eeuwen lang een rol gespeeld in Schots-Engelse oorlogen en werd herhaaldelijk door de Engelsen en vervolgens weer door de Schotten veroverd. In de late middeleeuwen was Berwick-upon-Tweed de zuidelijkste stad van Schotland. De stad was een machtig en welvarend handelscentrum en had een aanzienlijke populatie van Vlaamse en Nederduitse handelaars. Berwick Castle vormde het verdedigingsbolwerk van Berwick tot in de late 16de eeuw; koningin Elizabeth liet de stad evenwel door grote stadswallen omringen. De stad heeft dan ook nog steeds indrukwekkende vestingwerken uit de tijd van Elizabeth en veel culturele banden met Schotland. Volgens een (niet door bewijzen ondersteunde) legende zou Berwick-upon-Tweed in vroeger tijden een dermate aparte status hebben genoten, dat het officieel tot en met 1966 in oorlog was met Rusland (Bron: QI C07). De voornaamste attracties van de stad zijn het stadhuis, de stadswallen, een kerk zonder toren uit de tijd van Oliver Cromwell en de vuurtoren. Verschillende buurten van Berwick-upon-Tweed werden door L.S. Lowry geschilderd. Berwick-upon-Tweed heeft drie bruggen over de Tweed, waaronder een die in de vroege 17de eeuw door Jacobus VI werd aangelegd.

## Geschiedenis
In Berwick-upon-Tweed zijn fossielen uit het carboon aangetroffen. De vroegste bewoning door mensen begon wellicht na de laatste ijstijd. In Murton werd een beker uit de klokbekercultuur aangetroffen en in Duddon staat een steencirkel. Nabij Sunnyside bevond zich waarschijnlijk een Romeins legerkamp. Na de val van het Romeinse Rijk verbleven de Picten nog enige tijd in de streek, totdat de Vikingen binnenvielen: in 833 zou de Deense koning Oseth naar Berwick gekomen zijn. Bekend is dat de Vikingen Lindisfarne plunderden, maar mettertijd vestigden ze zich vreedzaam in Noordoost-Engeland en gingen op in de lokale bevolking. Malcolm II van Schotland eiste de stad omstreeks 1018 op.
In de hoge middeleeuwen wemelde het in Berwick van Vlaamse handelaars; zij hadden hun eigen gilde in de stad opgericht. Vanuit Berwick werd vooral wol, zalm en hout naar de Lage Landen getransporteerd. Ook een gilde uit Noord-Duitsland had haar kwartier in Berwick-upon-Tweed. Vanuit Vlaanderen werden in groten getale bakstenen aangevoerd, aangezien men in Engeland nog niet de vereiste techniek bezat om deze te maken.

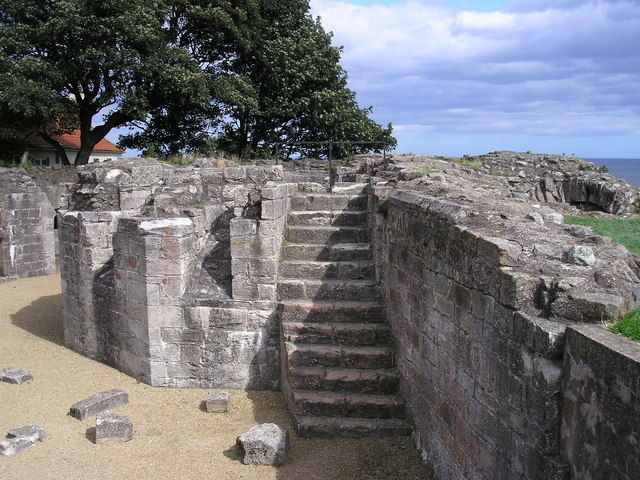
Toren van Hendrik VIII

Toen Margaretha van Noorwegen gestorven was en Schotland zonder troonsopvolger zat, werd in Berwick onderhandeld omtrent wie koning van Schotland moest worden. Eduard I van Engeland speelde hierbij een gezaghebbende rol. In 1292 besloot hij John Balliol tot koning uit te roepen; hij was echter in wezen een marionet van de Engelse kroon, en toen Balliol weigerde om deel te nemen aan Eduards oorlog tegen Frankrijk, werd hij gevangengenomen. Eduard verplichtte de Schotse edellieden tot getrouwheid middels de Ragman Rolls, maar William Wallace bestormde Berwick en bezette het kasteel. De Engelsen belegerden Berwick in 1296 tijdens de Eerste Schotse Onafhankelijkheidsoorlog. Na de inname werden duizenden mannelijke inwoners over de kling gejaagd. Dertig Vlaamse handelaars lieten het leven terwijl ze hun Red Hall met hand en tand verdedigden. In 1316 werd de stad veroverd door Robert I van Schotland. Eduard II poogde Berwick te heroveren, maar Robert kreeg hulp van Jan Crabbe.

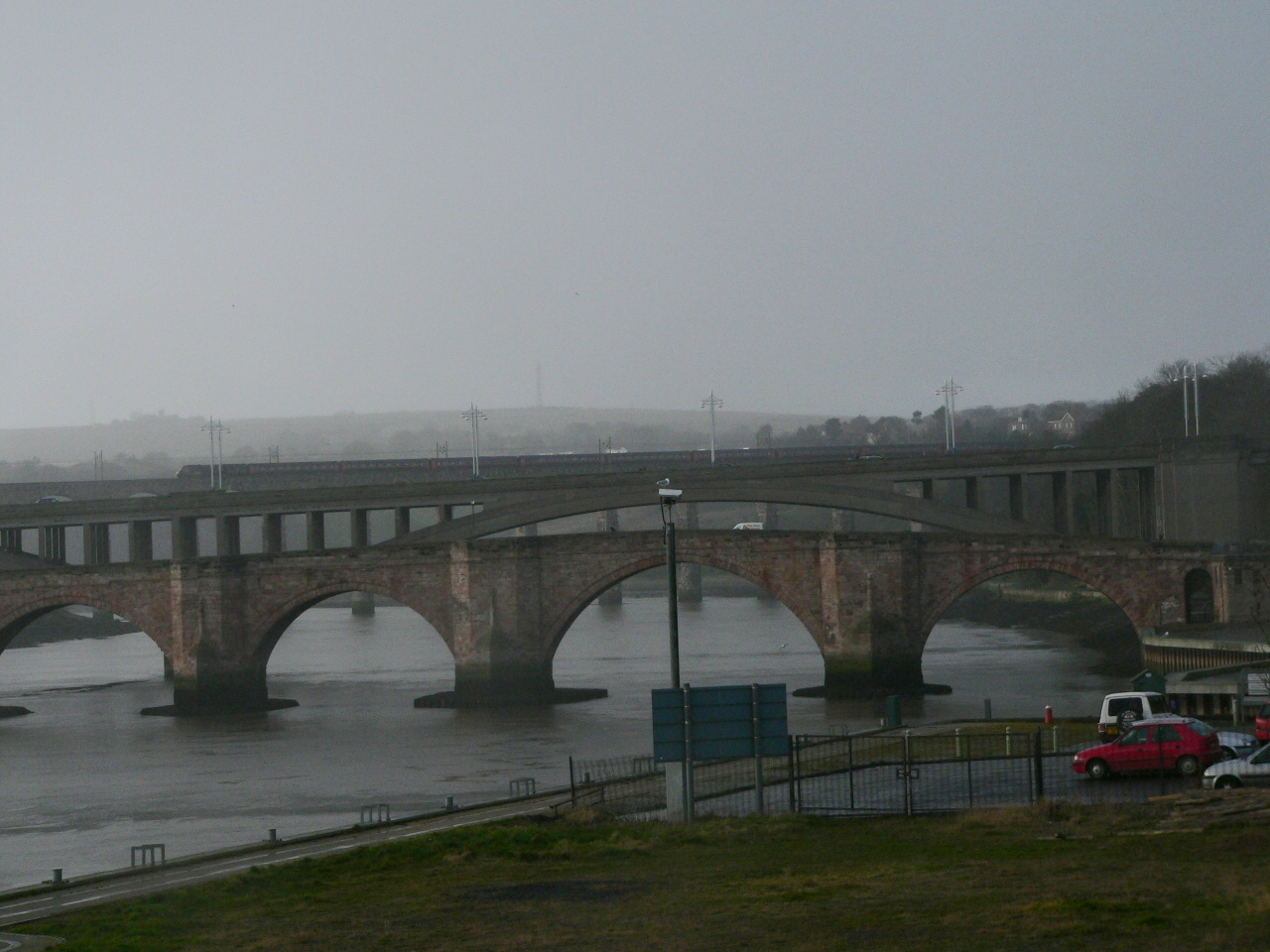
Brug van James I, daarachter spoorwegbrug

Richard II en Richard III van Engeland waren beiden kasteelheer van Berwick Castle. Sinds 1482 bleef de stad Berwick in Engelse handen; Koningin Elizabeth liet ze verstevigen door middel van een groot aantal versterkende muren, gebouwd naar het model van Lucca in Italië. Maria I van Schotland werd in opdracht van Elizabeth geëxecuteerd, waarop haar zoon Jacobus de eerste koning werd die zowel over Engeland als Schotland regeerde. Bij zijn zuidwaartse overtocht van de Tweed in 1603 beklaagde hij zich dat de toenmalige houten brug zeer gevaarlijk en onstabiel was; hij gaf de opdracht, een stenen brug over de rivier te bouwen. Dit werd een stevige, klassieke constructie met ronde bogen, die tot op heden standhoudt. Er werd ruim twintig jaar aan gebouwd.
Door de personele unie tussen Engeland en Schotland verloor Berwick echter aan prestige. Het was thans geen echte grensstad meer; de commerciële centra verschoven langzamerhand naar Newcastle upon Tyne en Edinburgh. Geen vorsten bezochten de stad meer; George IV kwam er anno 1822 voorbij in zijn jacht, maar wilde enkel verse brandstof hebben. Berwick Castle verkommerde en werd in de 19de eeuw gesloopt om er het treinstation op te bouwen.
De komst van de spoorlijn vormde evenwel een nieuwe kans voor Berwick-upon-Tweed om zich te ontwikkelen, en sedert de 20ste eeuw hangt de stad in hoge mate van toerisme af. Aan de zuidoever van de Tweed bevindt zich het dorp Spittal, dat vroeger een bron had waaraan geneeskrachtige eigenschappen werden toegeschreven, en ten noorden ligt Eyemouth.
Bijna 800 jaar lang werden in Berwick schepen gebouwd, totdat de laatste scheepswerf in 1978 werd opgedoekt.

## Legende over oorlog met Rusland
Nog tot in de vroege 19de eeuw kreeg Berwick-upon-Tweed bijwijlen een aparte vermelding in de wetten van het House of Commons; aldus gold een wet voor ‘Engeland, Wales en Berwick-upon-Tweed’. Toen de Krimoorlog in 1854 uitbrak, zou volgens een legende de oorlogsverklaring gewag hebben gemaakt van Engeland, Wales en Berwick-upon-Tweed, maar aan het eind van de oorlog in 1856 zou men vergeten hebben om Berwick-upon-Tweed in het vredesverdrag te vermelden, waardoor Berwick officieel tot en met 1966 in oorlog met Rusland was. Dit verhaal berust niet op staafbare feiten.

## Bezienswaardigheden

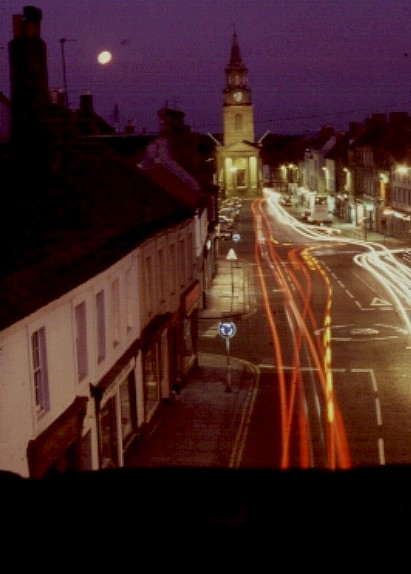
High Street met stadhuis

- De Elizabethaanse wallen omringen de stad tot op heden. Men kan het pad om de stad heen volgen; het leidt over de 400 jaar oude brug in het stadscentrum, langs de Cromwelliaanse kerk en langs de verstevigingen. Er bevinden zich niet steeds afsluitingen om de putten, dus voorzichtigheid is geboden.
- Het stadhuis in georgiaanse stijl.
- De pier uit 1821 met vuurtoren uit 1826.
- De restanten van Berwick Castle.
- Het Lowry-pad, dat langs alle plekken leidt die L.S. Lowry geschilderd heeft.
- Het King’s Arms Hotel, alwaar William Turner, Charles Dickens en Lewis Carroll overnachtten.

## Partnersteden
- Haan (Duitsland), sinds 1982
- Sarpsborg (Noorwegen), sinds 1990
- Berwick (Verenigde Staten), sinds 1998
- Trzcianka (Polen), sinds 2000
- Berwick, nu City of Casey (Australië), sinds 1982

## Geboren
- Trevor Steven (1963), voetballer
- Lucy Bronze (1991), voetbalster